# Autobahnknoten Goleniów-Północ
Der Autobahnknoten Goleniów-Północ (polnisch: Węzeł autostradowy Goleniów-Północ) liegt nördlich der polnischen Stadt Goleniów in der Woiwodschaft Westpommern. Er verbindet die polnische Schnellstraße S3 und die Schnellstraße S6 miteinander.
Auf der S3 trägt der Knoten die Nummer 13, auf der S6 die Nummer 8.

## Geschichte
Der Bau des Knotens erfolgte zusammen mit dem Bau der Schnellstraße S3 im Zuge der Umgehungsstraße von Goleniów in den Jahren 1976–1979. Im Jahre 1979 wurde der Knoten eröffnet und verbindet damit die DK 6 mit der S3. In den Jahren 2015–2019 wurde der Knoten im Zuge der Schnellstraße S6 umgebaut. Am 8. Mai 2019 war der Umbau abgeschlossen.

## Aktueller Stand
Folgende Richtungen stehen zur Auswahl:
- Schnellstraße S3 in nördlicher Richtung nach Świnoujście
- Schnellstraßen S3/S6 in südwestlicher Richtung nach Stettin, Gorzów Wielkopolski sowie bis zur Grenze mit Deutschland
- Schnellstraße S6 in östlicher Richtung nach Koszalin, Słupsk und Danzig

## Sonstiges
Die geplante Nordwestumfahrung Stettins entlang der Schnellstraße S6 soll in Zukünftig an diesem Knoten enden.